# Acranthera velutinervia
Acranthera velutinervia är en måreväxtart som beskrevs av Cornelis Eliza Bertus Bremekamp. Acranthera velutinervia ingår i släktet Acranthera och familjen måreväxter. Inga underarter finns listade i Catalogue of Life.